# Jogo da Vergonha
O "Jogo da Vergonha" (conhecido no espaço germanófono por "Nichtangriffspakt von Gijón" — tradução: "Pacto de não-agressão de Gijón" — ou "Schande von Gijón" — tradução: "Vergonha de Gijón") foi um incidente futebolístico ocorrido no dia 25 de junho de 1982, no Estádio El Molinón, em Gijón, no norte da Espanha. No jogo envolvendo as seleções da Alemanha Ocidental e da Áustria, Horst Hrubesch marcou o único gol da partida que, se terminasse desta forma, eliminaria a Argélia no saldo de gols.

## Antecedentes
Na Copa de 1978, os austríacos, apesar de eliminados, fizeram grandes esforços para vencer a Alemanha Ocidental por 3 a 2, no chamado "Milagre de Córdoba", que impediu o Nationalelf de uma vaga na fase seguinte. Por causa disso, as equipes passariam a ser consideradas rivais. No entanto, como o jogo de 1982 não fez jus às expectativas e foi amplamente percebido como fixo, muitos observadores, incluindo alemães e austríacos, foram fortemente criticados pelo desempenho das duas equipes.
Em um exemplo semelhante no Mundial de 1978, no final da segunda fase, os argentinos tinham a vantagem de saber o resultado do jogo anterior envolvendo o Brasil (que havia batido a Polônia por 3 a 1), mas uma vitória de 6 a 0 sobre o Peru levou a Argentina para a final por causa do saldo de gols. Em virtude destes incidentes, a FIFA decidiu que no futuro os últimos jogos da primeira fase de um grupo começariam no mesmo dia, na mesma hora, visando evitar novos prejuízos.

## Contexto
O jogo foi o último da terceira rodada do Grupo 2, pois a Argélia e o Chile já haviam jogado no dia anterior (vitória das "Raposas" por 3 a 2). Com o jogo já decidido, uma vitória por um ou dois gols para a Alemanha Ocidental resultaria na classificação não só dos germânicos, mas também da Áustria, tirando a equipe argelina, que havia vencido os alemães no primeiro jogo.
| Classificação do Grupo B                         | Classificação do Grupo B | Classificação do Grupo B | Classificação do Grupo B | Classificação do Grupo B | Classificação do Grupo B | Classificação do Grupo B | Classificação do Grupo B | Classificação do Grupo B | Classificação do Grupo B |
| Pos                                              | Seleção                  | Pts                      | J                        | V                        | E                        | D                        | GP                       | GC                       | SG                       |
| ------------------------------------------------ | ------------------------ | ------------------------ | ------------------------ | ------------------------ | ------------------------ | ------------------------ | ------------------------ | ------------------------ | ------------------------ |
| 1                                                | Áustria                  | 4                        | 2                        | 2                        | 0                        | 0                        | 3                        | 0                        | +3                       |
| 2                                                | Argélia                  | 4                        | 3                        | 2                        | 0                        | 1                        | 5                        | 5                        | 0                        |
| 3                                                | Alemanha Ocidental       | 2                        | 2                        | 1                        | 0                        | 1                        | 5                        | 3                        | +2                       |
| 4                                                | Chile                    | 0                        | 3                        | 0                        | 0                        | 3                        | 3                        | 8                        | −5                       |
| Nota: 2 pontos para o vencedor e 1 para o empate |                          |                          |                          |                          |                          |                          |                          |                          |                          |

| Resultados do Grupo 2 | Resultados do Grupo 2 | Resultados do Grupo 2 | Resultados do Grupo 2 |
| --------------------- | --------------------- | --------------------- | --------------------- |
| 16 de junho           | Alemanha Ocidental    | 1 – 2                 | Argélia               |
| 17 de junho           | Áustria               | 1 – 0                 | Chile                 |
| 20 de junho           | Alemanha Ocidental    | 4 – 1                 | Chile                 |
| 21 de junho           | Áustria               | 2 – 0                 | Argélia               |
| 24 de junho           | Argélia               | 3 – 2                 | Chile                 |

|  |                      |
|  | Eliminada na 1ª Fase |

## Partida
Após promover 10 minutos de bombardeio na defesa austríaca, a Alemanha teve a vantagem de 1 a 0 construída por Hrubesch.
Depois do gol marcado, a equipe teutônica tratou de manter a posse de bola, muitas vezes passada no seu próprio meio de campo, fazendo com que até um jogador adversário entrasse na proximidade da bola. Ela foi passada seguidamente para os dois goleiros. Várias bolas longas foram alçadas no meio de campo, sem qualquer perigo. Nos 80 minutos seguintes, ocorreram poucas tentativas sérias de gol, como, por exemplo, uma oportunidade não concretizada por Wolfgang Dremmler. O único jogador austríaco que parecia fazer qualquer esforço de tornar o jogo mais animado foi Walter Schachner, apesar de não ter sido bem-sucedido.
Esse desempenho foi amplamente condenado por todos os comentaristas de televisão. Um deles, Eberhard Stanjek, chegou a se recusar a comentar o jogo por mais tempo. Já o austríaco Robert Seeger lamentou o "espetáculo" e realmente pediu que os espectadores desligassem seus televisores. Na imprensa escrita, houve novas críticas: George Vecsey, do The New York Times, afirmou que as equipes "pareciam trabalhar em conjunto", embora acrescentasse que era impossível provar; o jornal local El Comercio, citou a partida na seção de crimes.
Da mesma forma, muitos espectadores ficaram furiosos e expressaram o seu descontentamento com todos os jogadores. Alguns chegaram a entoar gritos de "Fora, Fora!" e "¡Que se besen, que se besen!" ("que se beijem, que se beijem"). enquanto um argelino chegou a mostrar notas de dinheiro para os jogadores. Um torcedor alemão chegou a queimar a bandeira de seu país, em sinal de protesto. O jogo foi criticado, inclusive, pelos torcedores alemães e austríacos, que esperavam uma revanche de 1978.
| 25 de junho de 1982 | Alemanha Ocidental | 1–0       | Áustria | El Molinón, Gijón                                                                                  |
| 17:15 CEST          | Hrubesch 10'       | Relatório |         | Público: 41,000 Árbitro: Bob Valentine Árbitros-assistentes: Ebrahim Al Doy — Arnaldo Cézar Coelho |

| Cores do Time · Cores do Time · Cores do Time · Cores do Time · Cores do Time | Cores do Time · Cores do Time · Cores do Time · Cores do Time · Cores do Time |

| GK           | 1  | Harald Schumacher         |
| SW           | 15 | Uli Stielike              |
| RB           | 20 | Manfred Kaltz             |
| LB           | 2  | Hans-Peter Briegel        |
| CB           | 4  | Karlheinz Förster         |
| CM           | 3  | Paul Breitner             |
| CM           | 6  | Wolfgang Dremmler         |
| CM           | 14 | Felix Magath              |
| RF           | 11 | Karl-Heinz Rummenigge 66' |
| FW           | 9  | Horst Hrubesch 68'        |
| LF           | 7  | Pierre Littbarski         |
| Reservas:    |    |                           |
| GK           | 21 | Bernd Franke              |
| GK           | 22 | Eike Immel                |
| DF           | 5  | Bernd Förster             |
| FW           | 8  | Klaus Fischer 68'         |
| MF           | 10 | Hansi Müller              |
| DF           | 12 | Wilfried Hannes           |
| FW           | 13 | Uwe Reinders              |
| FW           | 16 | Thomas Allofs             |
| MF           | 17 | Stephan Engels            |
| MF           | 18 | Lothar Matthäus 66'       |
| DF           | 19 | Holger Hieronymus         |
| Técnico:     |    |                           |
| Jupp Derwall |    |                           |

| GK            | 1  | Friedrich Koncilia       |
| DF            | 2  | Bernd Krauss             |
| DF            | 3  | Erich Obermayer          |
| DF            | 4  | Josef Degeorgi           |
| DF            | 5  | Bruno Pezzey             |
| MF            | 6  | Roland Hattenberger      |
| FW            | 7  | Walter Schachner 32'     |
| MF            | 8  | Herbert Prohaska         |
| FW            | 9  | Hans Krankl              |
| MF            | 10 | Reinhold Hintermaier 32' |
| DF            | 19 | Heribert Weber           |
| Reservas:     |    |                          |
| GK            | 21 | Herbert Feurer           |
| GK            | 22 | Klaus Lindenberger       |
| MF            | 11 | Kurt Jara                |
| DF            | 12 | Anton Pichler            |
| DF            | 13 | Max Hagmayr              |
| MF            | 14 | Ernst Baumeister         |
| MF            | 15 | Johann Dihanich          |
| MF            | 16 | Gerald Messlender        |
| MF            | 17 | Johann Pregesbauer       |
| FW            | 18 | Gernot Jurtin            |
| FW            | 20 | Kurt Welzl               |
| Técnico:      |    |                          |
| Georg Schmidt |    |                          |

## Legado
O cenário pós-jogo apontou Alemanha e Áustria como classificadas deste grupo para a fase seguinte. O marasmo apresentado pelas duas seleções em Gijón, com o resultado classificando ambas para a fase seguinte, serviu para a FIFA adotar o padrão de jogos simultâneos na última rodada da fase de grupos a partir da Copa de 1986, para que novas vergonhas não se repitam novamente.